# СФК Етър (Велико Търново)
Вижте пояснителната страница за други значения на Етър.
Етър е български спортен футболен клуб от Велико Търново. Учреден на 17 юли 2013 г. Участник във Втора професионална футболна лига. Играе мачовете си на стадион „Ивайло“ във Велико Търново. Клубните цветове са виолетово и бяло.

## История

### ФК Етър
На 24 април 1924 г. в град Велико Търново е основан ФК Етър. През сезон 1990/91 отборът става шампион на България. През същата година печели купата на БФС, а през 1995 г. става носител на Купата на ПФЛ. През 2003 г. Отборът на Етър се отслабва и попада в Б група но пак се издига и до сега Етър не е спрял да се подкрепя и уважава даже и в момента Етър са в елита.

### Етър 1924
В същото време представителен футболен клуб на град Велико Търново става основаният през 2002 г. Етър 1924. След 8 сезона в Б група през 2012 г. клубът печели промоция за А група. През 2012/13 Етър 1924 завършва на последно място в първенството, а след края на сезона е разформирован.

### Етър Велико Търново
На 17 юли 2013 г. спечелилият промоция за Северозападната В група Ботев (Дебелец) се преименува на Етър Велико Търново и премества седалището си в град Велико Търново. Така се поставя началото на настоящия клуб Етър Велико Търново.
През сезон 2015/16, под ръководството на треньора Ферарио Спасов, Етър ВТ завършва на 1-во място в Северозападната В група и спечелва промоция за новосформираната Втора лига. На 19 юни 2016 г. Етър ВТ (Велико Търново) е преименуван на СФК Етър (Велико Търново).
През 2024 г. се честват 100 години от основаването на клуба. По този повод е организирана специална програма за юбилейния празник.

## Успехи
- Първа лига 1990/91, 1-во
- Трета лига 2015/16, 1-во
- Втора лига 2016/17, 1-во

## Настоящ състав
Към 1 февруари 2024 г.